# وزارة عبد الفتاح يحيى باشا
وزارة عبد الفتاح يحيى باشا هي الوزارة الثالثة والأربعون في مصر، صدر المرسوم الملكي بتشكيلها في 27 سبتمبر 1933.

## أعضاء الحكومة
| الوزارة               | الوزير                                                    |
| --------------------- | --------------------------------------------------------- |
| رئيس مجلس الوزراء     | عبد الفتاح يحيي باشا                                      |
| وزير الخارجية         | عبد الفتاح يحيي باشا (إلى جانب منصبه رئيسًا لمجلس الوزراء) |
| وزير الداخلية         | محمود فهمي القيسي باشا                                    |
| وزير المالية          | حسن صبري بك                                               |
| وزير الحقانية         | أحمد علي باشا                                             |
| وزير الأشغال العمومية | عبد العظيم راشد باشا                                      |
| وزير الحربية والبحرية | صليب سامي بك                                              |
| وزير المعارف العمومية | محمد حلمي عيسى باشا                                       |
| وزير الأوقاف          | محمد نجيب الغرابلي باشا                                   |
| وزير الزراعة          | علي المنزلاوي بك                                          |
| وزير المواصلات        | إبراهيم فهمي كريم باشا                                    |

## وصلات داخلية
- قائمة رؤساء مجلس وزراء مصر